# Luca Turilli
Luca Turilli (* 5. března 1972 Terst, Itálie) je italský hudebník a skladatel, který je znám především jako jeden ze zakladatelů hudební skupiny Rhapsody of Fire, ve které se během šestnácti let podílel na deseti studiových albech. V roce 1993, když mu bylo 21 let, se Turilli úspěšně vyléčil z rakoviny ve stádiu metastáze, přestože podle doktora již neměl moc šancí na uzdravení.
V roce 2011 se Turilli společně s basovým kytaristou Patrice Guersem a kytaristou Dominique Leurquinem rozhodl přátelsky odloučit od Rhapsody of Fire a založil skupinu Luca Turilli's Rhapsody. Spolu se zpěvákem Alessandrem Contim a bubeníkem Alexem Landenburgem stvořili nový podžánr metalu, "cinematic metal". Činnost Luca Turilli's Rhapsody byla ukončena v roce 2018 a ten samý rok bylo oznámeno založení skupiny Turilli/Lione Rhapsody.
Během svého působení v Rhapsody of Fire Turilli rozjel i svůj projekt Luca Turilli, se kterým skončil v roce 2011. Zároveň také založil kapelu Luca Turilli's Dreamquest, se kterou vydal jedno studiové album. V roce 2017 se Turilli zvou setkal s Fabio Lionem, bývalým zpěvákem Rhapsody of Fire v rámci projektu Rhapsody Reunion, se kterým odehrál výroční turné k příležitosti oslav dvaceti let od založení Rhapsody of Fire. Na turné se sešli všichni původní členové této skupiny kromě klávesisty Alexe Staropoliho. Koncertní série pokračovala také v roce 2018.